# شانون (وحدة قياس)
شانون (رمز: س اتش) هي وحدة معلومات سميت على اسم كلود شانون، مؤسس نظرية المعلومات. يعرف الشانون الواحد حسب IEC 80000-13 (النظام الدولي للكميات)على أنه محتوى المعلومات لرمز ثنائي واحد (حالتان ممكنتان، لتكن "0" و "1") عندما تكون الاحتمالية المسبقة لأي من الحالتين12 يُفهم على هذا النحو في مجال نظرية المعلومات، وهو متمايز مفاهيمياً عن البت، وهو مصطلح يستخدم في معالجة البيانات وتخزينها للإشارة إلى وقوع حالة واحدة للإشارة الثنائية التي (وفقاً لنظرية المعلومات) يمكن ان تحتوي ما يصل إلى 1 شانون من المعلومات. وتوصف فئة N مكونة من مثل هذه الرموز (مثل الموجودة في ذاكرة الكمبيوتر أو المستخدمة لنقل البيانات الثنائية) بشكل صحيح على أنها تتكون من N بت. لكن محتوى المعلومات الفعلي لهذه الرموز N عادة ما يكون أقل من N شانون بسبب التكرار (أو بشكل غير رسمي، لعدم الاستخدام الأمثل لنظام نقل المعلومات أو التخزين).
ومع ذلك، فإن مصطلح «بت من المعلومات» أو ببساطة «بت» يُسمع في كثير من الأحيان، حتى في مجالات نظرية المعلومات والاتصالات، بدلاً من «شانون»؛ لذلك فإن مجرد قول «بت» يمكن أن يكون غامضاً. استخدام مصطلح شانون، بدلاً من ذلك، هو إشارة صريحة إلى السعة المعلوماتية لقناة أو نظام تخزين (أو محتوى المعلومات المتوقع لمصدر الرسائل، وهو ما يسمى بإنتروبيا شانون)، وهي غير مقتصرة على البيانات الثنائية،  في حين أن «البتات» يمكن أن تشير أيضاً إلى عدد الرموز الثنائية المتضمنة، مثل المصطلح المستخدم في مجالات مثل معالجة البيانات.

## وحدات مماثلة
يرتبط الشانون من خلال ثوابت التناسب بوحدتين إضافيتين من وحدات المعلومات:
سميت وحدة هارتلي ، التي نادراً ما تستخدم، على اسم رالف هارتلي، مهندس إلكترونيات مهتم بقدرة قنوات الاتصالات. وعلى الرغم من طابع عمله الأكثر محدودية، إلا أنه كان سابقاً، لعمل شانون، مما يجعله معروفاً أيضاً كرائد في نظرية المعلومات. فكما يصف الشانون أقصى سعة معلومات ممكنة للرمز الثنائي، يصف الهارتلى المعلومات التي يمكن احتواؤها في الرمز العشري، أي رقم بين 0 و 9 عندما يكون الاحتمال المسبق لكل رقم هو110 يُعطى عامل التحويل المذكور أعلاه بالعلاقة log 10 (2).
من وجهة النظر الرياضية، فإن الوحدة الطبيعية للمعلومات (الرمز: نات) هي أكثر طبيعية، ولكن قيمتها أقل بديهية من الشانون أو الهارتلي. في كل حالة، تتضمن صيغ تقدير سعة المعلومات أو الانتروبيا أخذ لوغاريتم حد يتضمن احتماليات. إذا اُستخدمت لوغاريتمات الأساس 2، يُعبر عن النتيجة في الشانونات، وإذا اُستخدم الأساس 10 (اللوغاريتمات الشائعة)، فإن النتيجة تكون بالهارتلي. ولكن باستخدام اللوغاريتمات الطبيعية (الأساس e)، تكون النتيجة بالناتس. على سبيل المثال، تعطى سعة المعلومات لتسلسل 16 بت (يتحقق عندما تكون جميع التسلسلات الممكنة البالغ عددها 65336 مرجحة) ب لوغاريتم (65536)، وبالتالي فإن لوغاريتم 10 (65536) = 4.82 هارت، log e (65536) = 11.09 نات، أو لوغاريتم 2 (65536) = 16 شانون.

## مقاييس المعلومات
في نظرية المعلومات والمجالات المتفرعة منها مثل نظرية الترميز، لا يمكن تحديد «المعلومات» في رسالة واحدة (تسلسل الرموز) خارج السياق، بل يشار إلى نمط القناة (مثل معدل خطأ البت) أو للإحصاءات الأساسية لمصدر المعلومات. وبالتالي، توجد مقاييس متنوعة للمعلومات أو مرتبطة بها وكل منها قد تستخدم الشانون كوحدة.
على سبيل المثال، في المثال أعلاه، يمكن القول إن قناة 16 بت لها سعة قناة 16 ش، ولكن عند الاتصال بمصدر معلومات معين يرسل فقط واحدة من 8 رسائل محتملة، يمكن للمرء أن يحسب قيمة الانتروبيا الناتجة بما لا يزيد عن 3 ش. وإذا أبلغ أحدهم بالفعل من خلال قناة جانبية أن الرسالة يجب أن تكون ضمن مجموعة واحدة أو مجموعة أخرى من 4 رسائل ممكنة، فيمكن عندئذٍ حساب المعلومات المشتركة للرسالة الجديدة (التي تحتوي على 8 حالات ممكنة) بما لا يزيد عن 2 ش. على الرغم من وجود احتمالات غير منتهية لإختيار عدد حقيقي بين 0 و 1، يمكن استخدام ما يسمى بالانتروبيا التفاضلية لتحديد محتوى المعلومات للإشارة التناظرية، كتلك المتعلقة بتعزيز نسبة الإشارة إلى الضجيج أو الثقة في اختبار الفرضية (الإحصائية) .
وبالتالي، فإن شانون (أو نات، أو هارتلي) هي وحدة معلومات تستخدم لكميات مختلفة تماماً وفي سياقات مختلفة، وتعتمد دائماً على نموذج معين، بدلاً من أن يكون لها أهمية بمعزل عن السياق ولا لبس فيها مثل الجرام، وحدة الكتلة.